# 浦和明の星女子中学校・高等学校
浦和明の星女子中学・高等学校（うらわあけのほしじょしちゅうがく・こうとうがっこう、英語: Urawa Akenohoshi Girls' Junior and Senior High School）は、埼玉県さいたま市緑区東浦和に所在し、中高一貫教育を提供する女子中学校・高等学校。
高等学校において、生徒を募集しない完全中高一貫校。

## 概要
青森市で中高一貫校（青森明の星中学・高等学校）を運営していた学校法人明の星学園が創立30周年を迎えようとする頃、浦和市にカトリック学校をという要望があり、開設30周年を迎えた1967年、浦和明の星女子高等学校開校。生徒・教職員ともに10数名という規模での開校であった。（当時はまだ武蔵野線が開通しておらず受験生が少なかったが、入学定員を埋めるために合格点を下げることをせず、敢えて学校側の合格基準点に達した生徒だけを合格としたことが理由。）
2003年4月、浦和明の星女子中学校を開校し、中高一貫校となる。2006年に高校募集を停止し、完全中高一貫校となる。
校名の「明の星」とは聖母マリアのことを指している。埼玉県唯一のカトリックミッションスクールである。

### 建学の精神
校訓
「正・浄・和」
- 一人ひとりを大切に（正しく）
- 真に自由な人間として（浄く）
- 互いに助け合って（和やかに）

モットー
Be your best and truest self.（最善のあなたでありなさい。そして、最も真実なあなたでありなさい。）

## 沿革
- 1934年 - 聖母被昇天修道会（S.A.S.V, 本部はカナダ）より修道女5名が来日。
- 1937年 - 青森市に青森技芸学院（現：青森明の星中学・高等学校）を開校。
- 1967年 - 浦和市（現：さいたま市緑区）に浦和明の星女子高等学校を開校。
- 2003年 - 浦和明の星女子中学校開校（中学1期生127名）。
- 2006年 - 開校40周年。40期生（中学1期生）高校進学。中学4学級化開始。
- 2009年 - 40期生（中学1期生）卒業、高校4学級化開始。
- 2011年 - 42期生（中学3期生）卒業、4学級化完了（中高全24学級）。
- 2015年 - 50周年に向けた建て替え事業の一環でE棟が完成。
- 2018年 - D棟、カフェテリアが完成。カフェテリア横に、新校舎建て替え前にあった噴水が設置される。

## 象徴
- 明の星讃歌・校歌
  - 浦和明の星女子中学・高等学校には、明の星讃歌があり、式典でよく歌われるため、校歌と混同されることがある。

## 教育
教育理念
カトリックミッションスクールとして、「一人ひとりを大切にする教育」に重点を置き、自分らしさ、自己実現を目指す教育を実践している。
前期と後期の2期制で週5日制。授業時間は50分で、1日6時間授業を基本としている。
月に1度の土曜日を「自主の日」として、希望する生徒が学校で自主的に活動できる日にしている。部活動に打ち込んだり、図書館で学習したりすることもできる。 なお、場合によっては、それ以外の土曜日にも、部活動を行うことがある。

### 編成
1学年175名程度で、1クラス43～44名の4クラス編成。

### 教育課程
中3から英語・数学は高校課程の内容を学習する（理科・社会・国語の一部についても同様）。高2より科目選択制となり、進路に対応したカリキュラムとなっている。高3では主要5教科で演習中心の授業が行われる。

#### 英会話
英会話の授業は、外国人教師によって行われ、1クラスを2つに分けている。

#### 科目「聖書」
「道徳」の時間は、明の星では「宗教」の時間として、「聖書」という科目を学ぶ。「聖書」は、高校3年までの6年間、毎週1時間学ぶ。

## 活動
福祉施設への訪問や全校へ募金活動を行う社会奉仕委員会がある。クリスマスには特別支援学校や老人ホームにプレゼントを届けている。

## 行事
4月
- 新入生歓迎会
- 新入生オリエンテーション合宿（中1軽井沢、高1伊豆）
- 修養会（中3、高2、高3）

5月
- 球技大会

6月
- 合唱コンクール
- 文化の会（芸術鑑賞等）

7月
- 林間学校（中2）

7月下旬～8月上旬
- 短期留学（高1希望者、カナダ・ブリティッシュコロンビア州）

9月
- 明の星祭（文化祭）
- スポーツデイ（体育祭）

10月
- 修学旅行（中3九州、高2奈良・京都）
- 修養会（中1、中2、高1）

11月
- 文化講演会（例：2015年度は池上彰による講演）

12月
- クリスマス行事
- スキー教室（希望者）

2月
- 百人一首大会

3月
- 高3送別会

## 部活動
- 体育系、文化系の各種部活動も盛んで、水泳部、テニス部、新体操部、百人一首部、放送部など、様々な部が各種大会で優秀な成績を収めている。
- 百人一首部は、第40回（2018年）と第47回（2025年）全国高等学校小倉百人一首かるた選手権大会（近江神宮大会）で優勝、第43回大会（2021年）と第46回大会（2024年）で準優勝するなど、全国屈指の強豪校として知られている。
- 明の星祭（文化祭）では、毎年、女子校ならではの部活である宝塚部が「（明の星版）宝塚歌劇」を上演し好評を博しているほか、迫力のあるダンス部の演技、アンサンブル部、吹奏楽部、エアロビクス部、グリー部、新体操部、バトン部などのパフォーマンスが披露される。また、有志による「よさこい」のダイナミックな演技や、中学生・高校生をそれぞれメンバーとする中学歌姫・高校歌姫、舞姫などが会場を盛り上げている。

中学・高校合同
- サッカー、新体操、エアロビクス、剣道、硬式テニス、水泳、卓球、ダンス、バスケットボール、バドミントン、バレーボール、陸上、アンサンブル、英語、演劇、科学、家庭科、華道、グリー、茶道、写真、吹奏楽、数学研究、バトントワリング、美術、百人一首、放送

高校
- 宝塚、軽音楽、漫画研究

## 進路
生徒のほぼ全員が大学へ進学しているが、大学進学を最終目的とせず、生徒一人ひとりの自己実現を助けていく進路指導を徹底している。偏差値による大学選びではなく、自分の進む道と大学・学部の特色とのマッチングを優先した進路指導を行っている。

## 施設
チャペル、ジュビリホール、礼法室、LL教室、コンピュータ室、実験室3室（物理系、化学系、生物系）、図書館、第一体育館、第二体育館、室内温水プール、200m全天候型トラック・芝グラウンド、テニスコート（4面）、カフェテリアなどの施設がある。

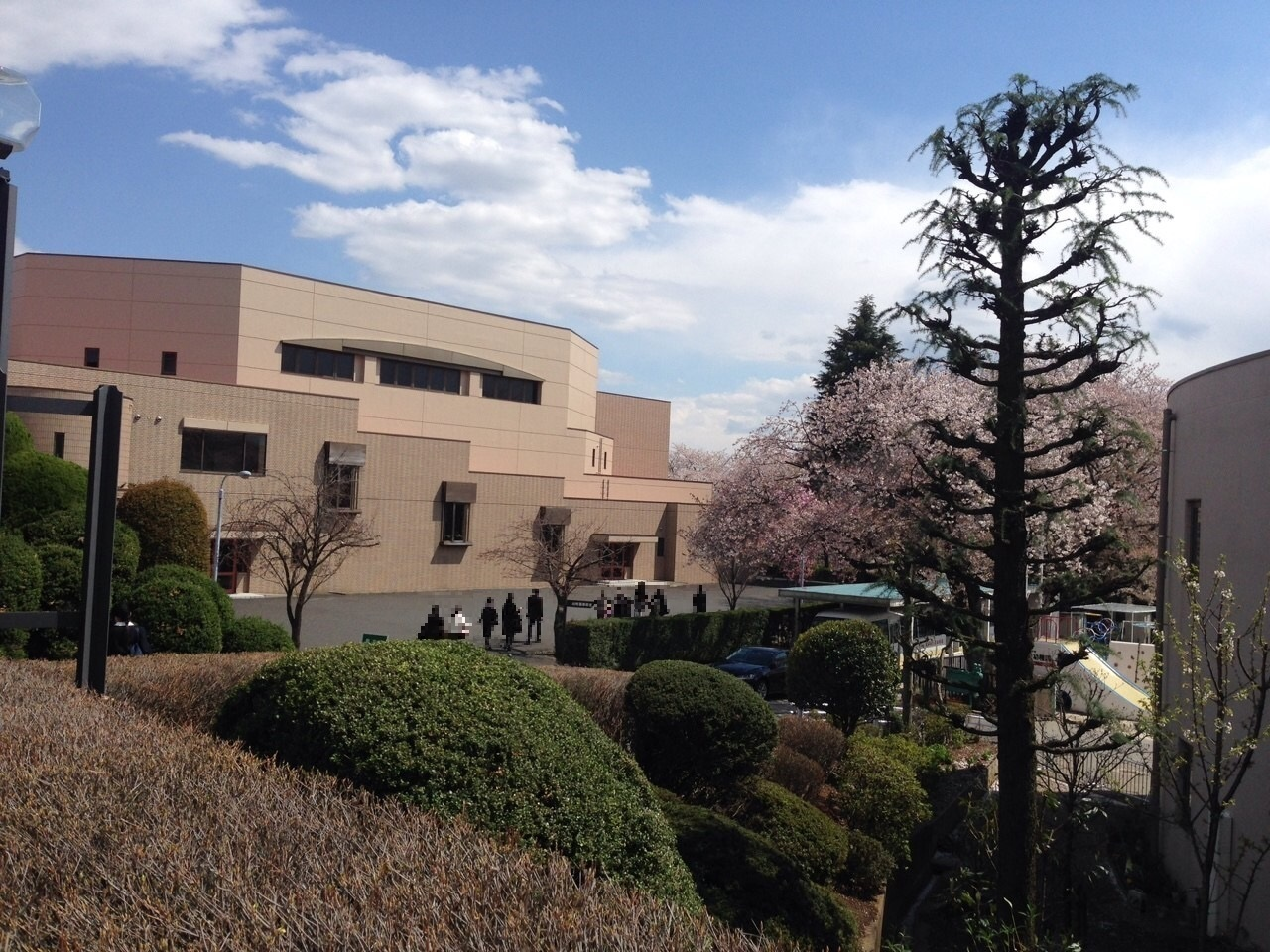
ジュビリホール外観
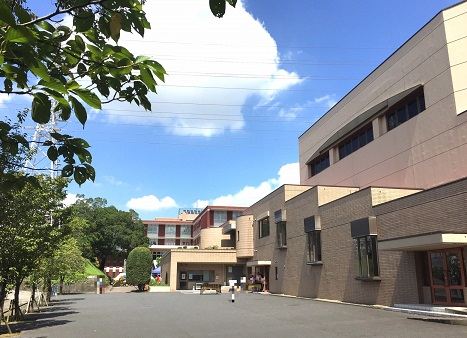
新校舎E棟（奥）・図書館・ジュビリホール（手前）
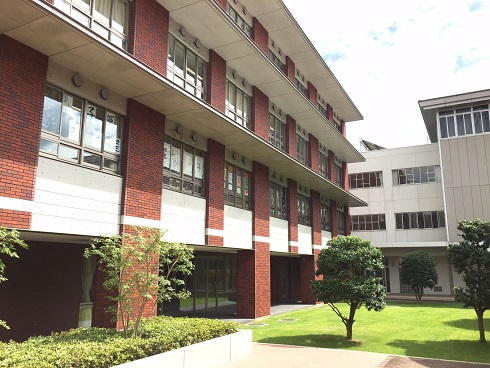
新校舎E棟（中庭）
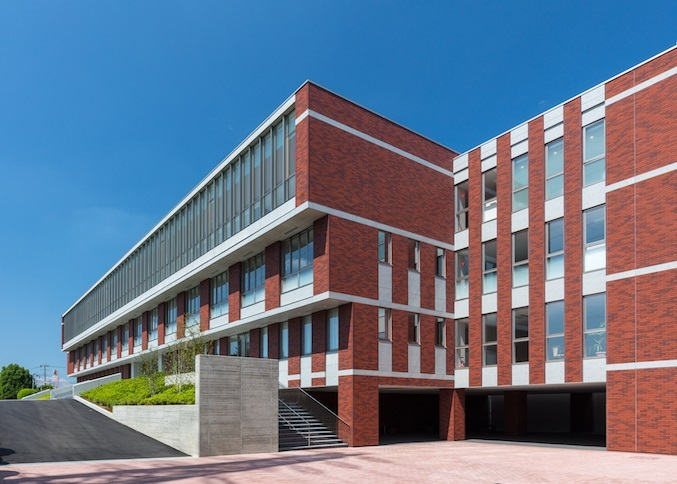
新校舎D棟

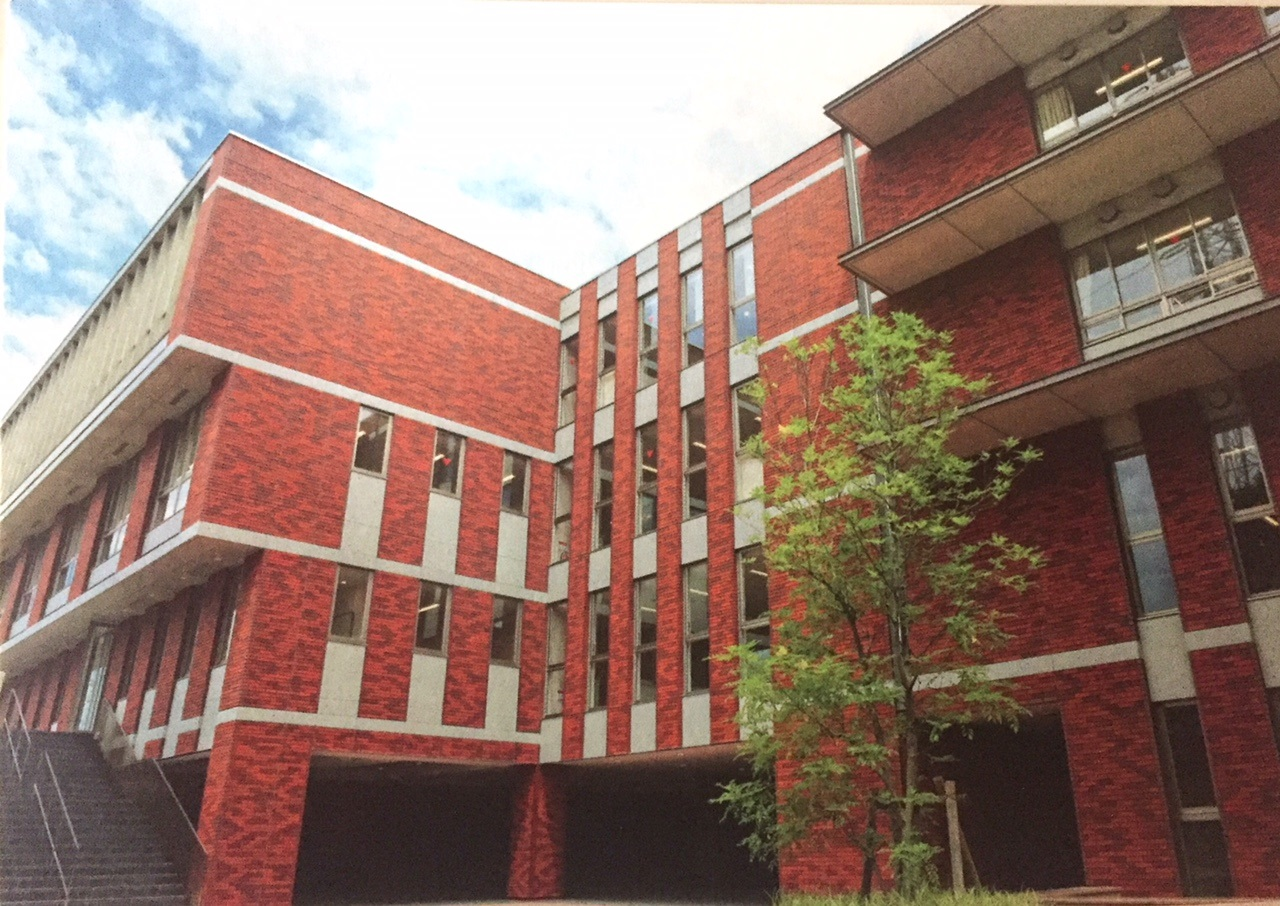
D棟（奥）・E棟（手前）
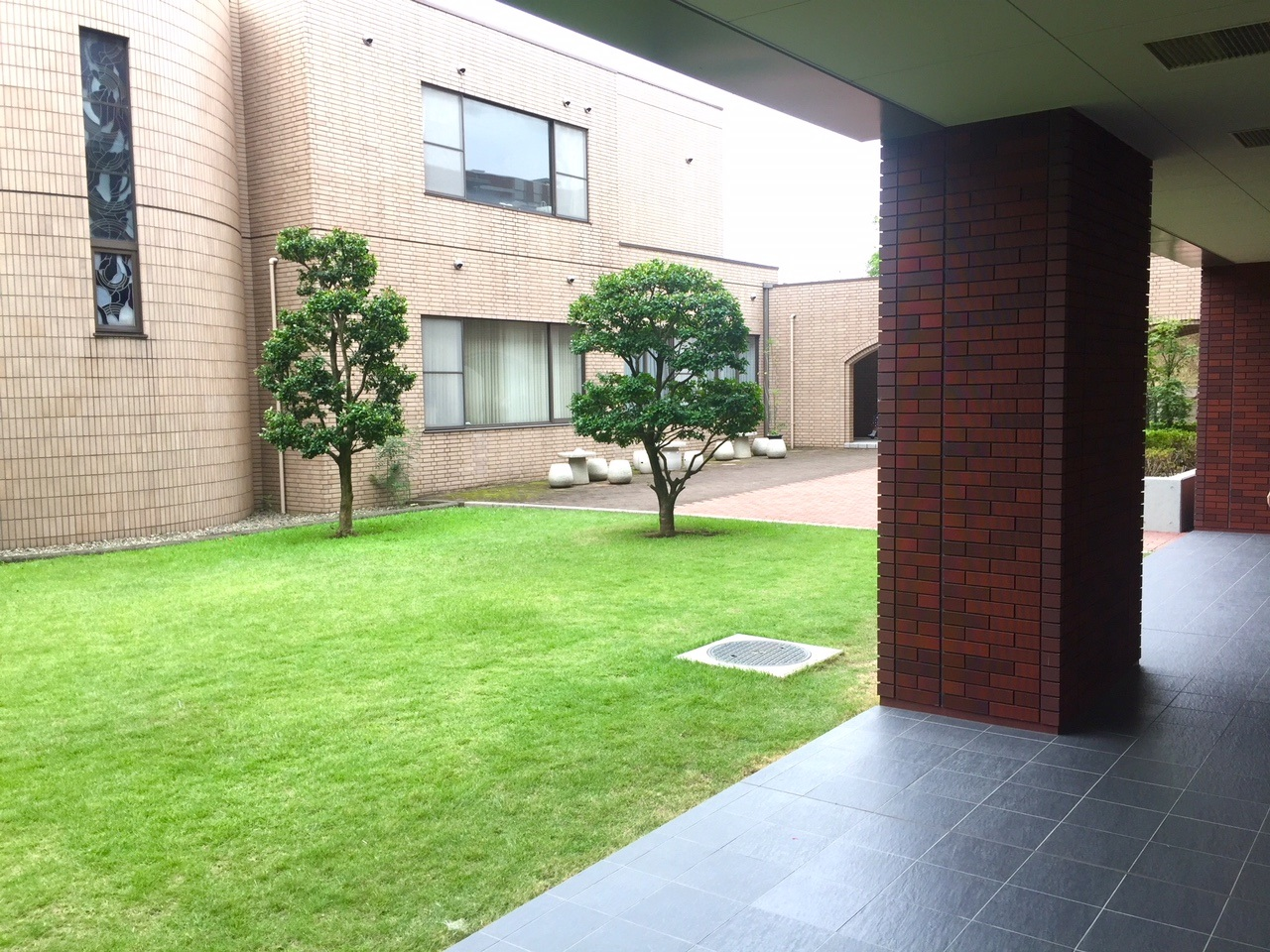
中庭（奥：図書館）
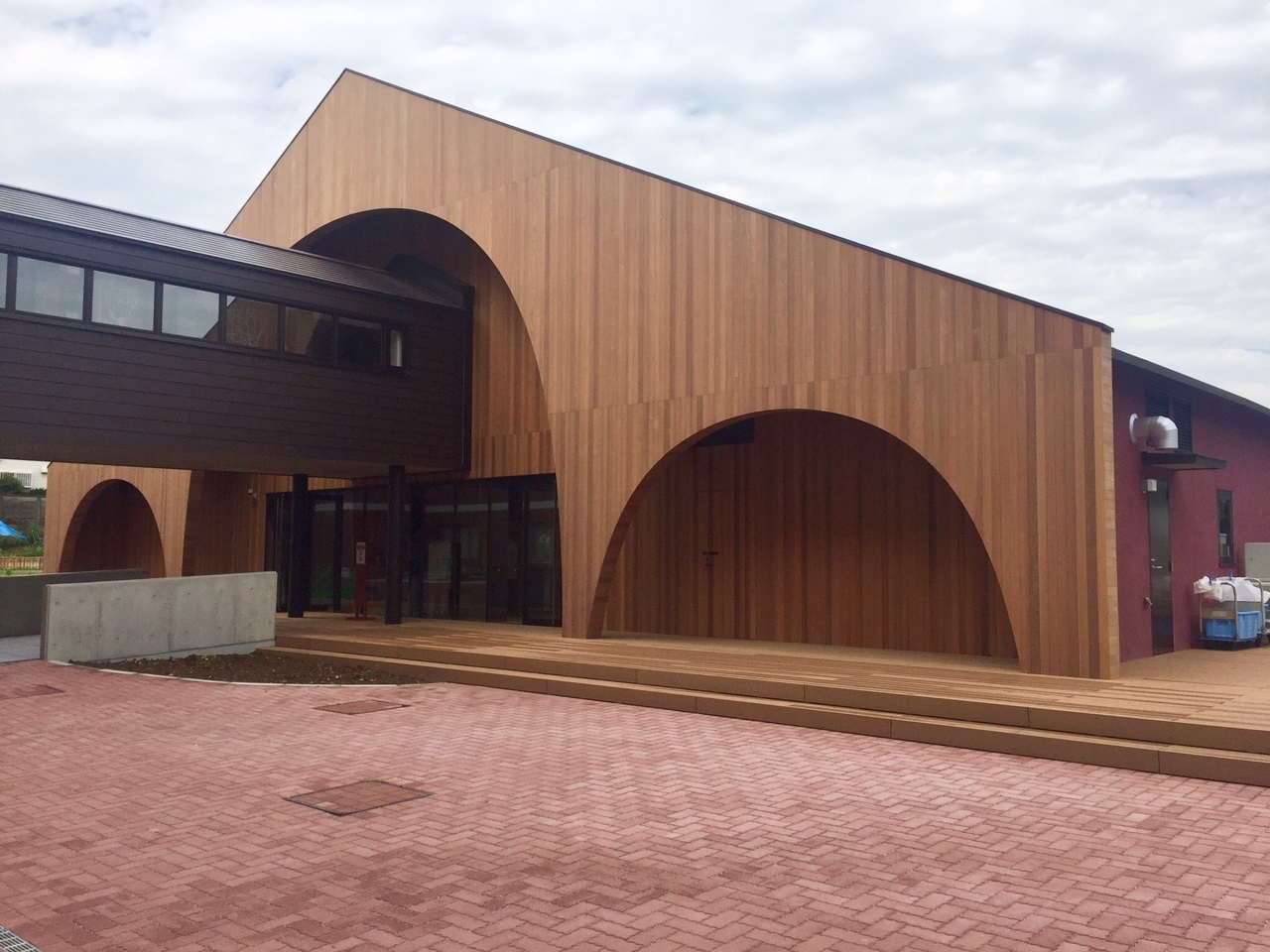
カフェテリア
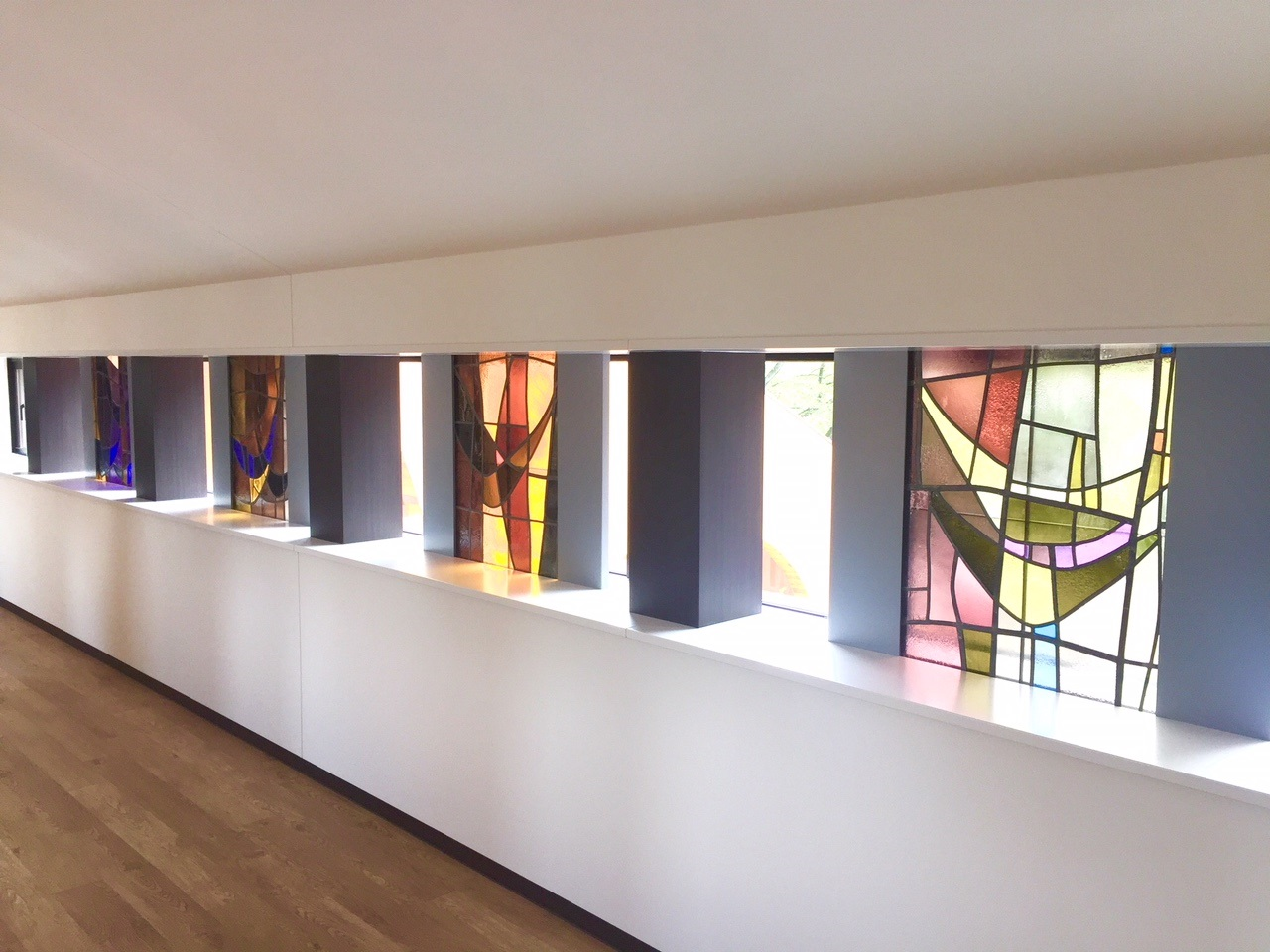
E棟からカフェテリアへの渡り廊下
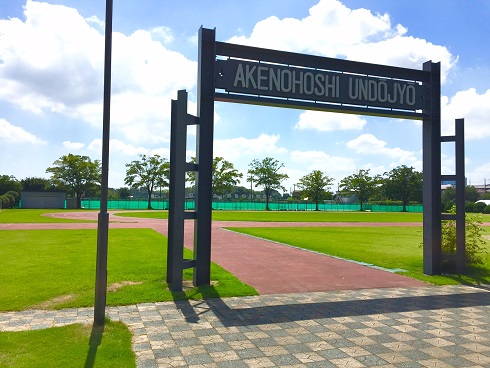
運動場

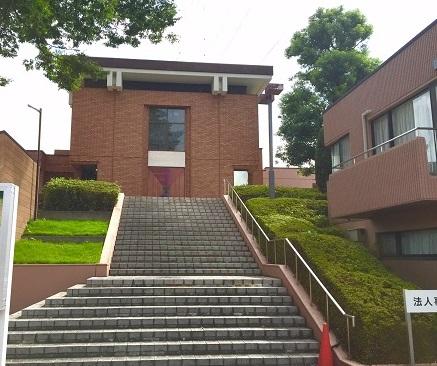
チャペル正面玄関
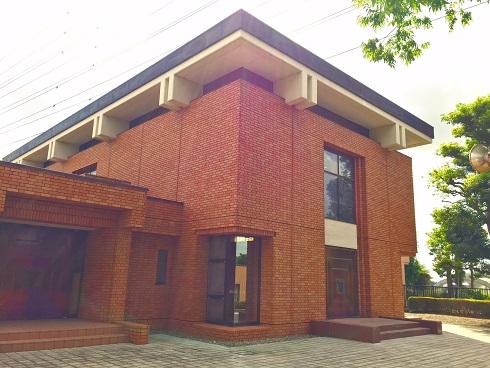
チャペル
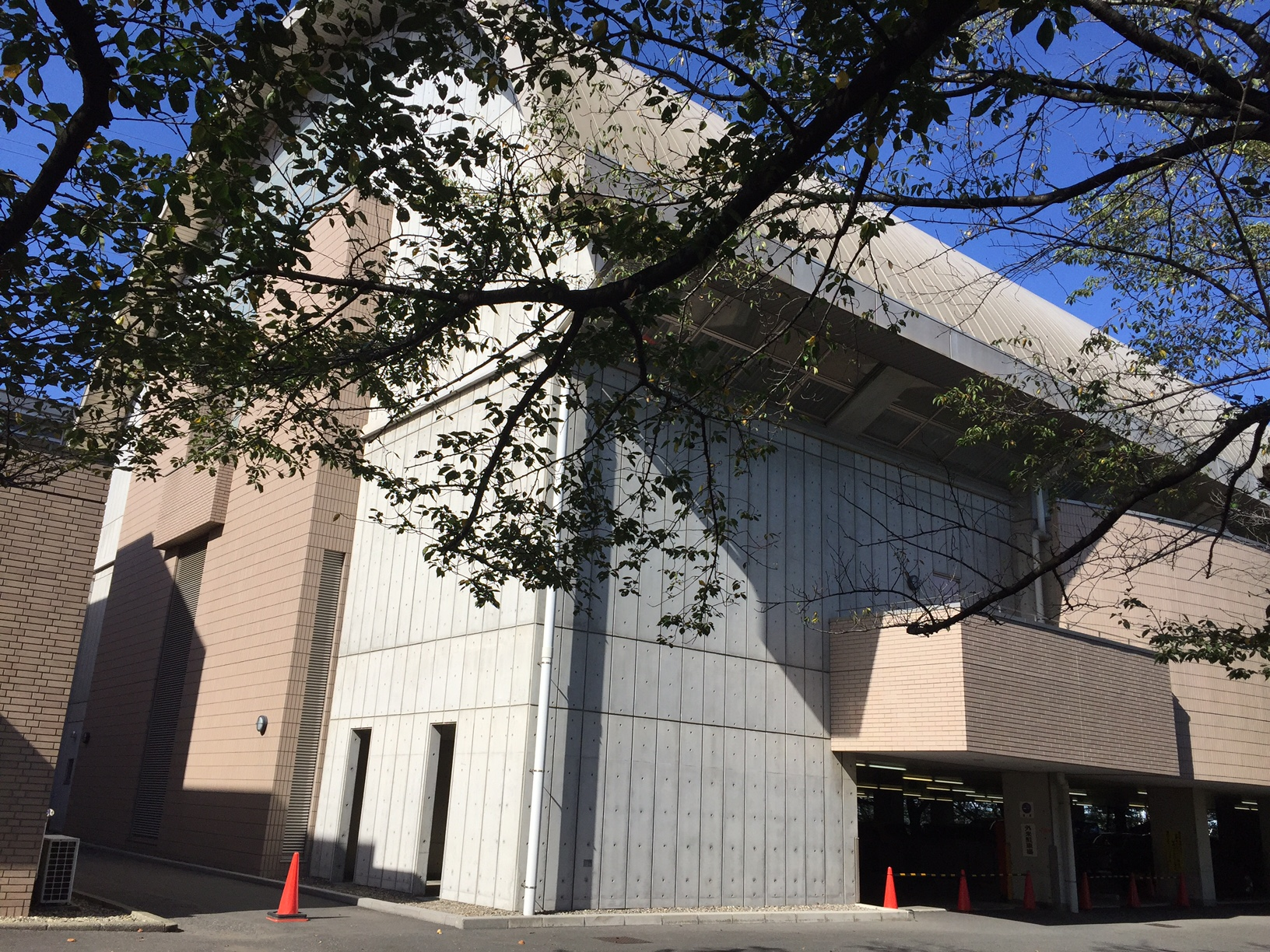
第一体育館
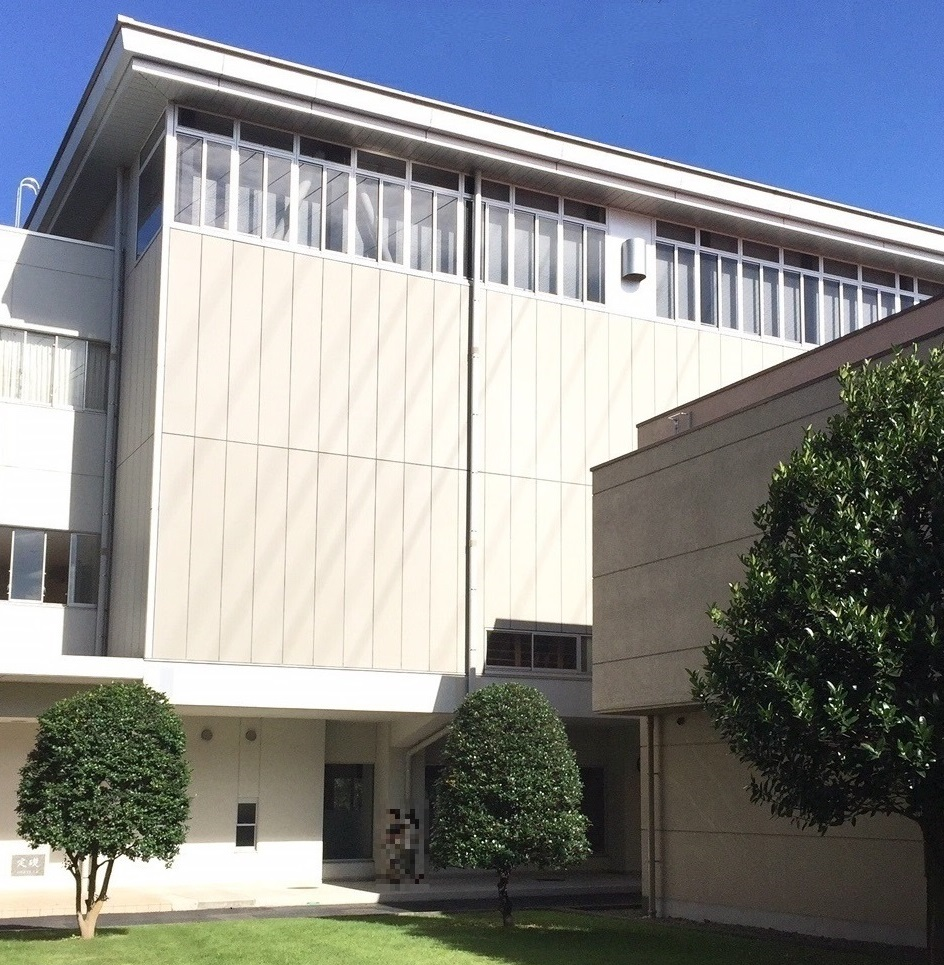
第二体育館・屋内プール

## 著名な出身者
- 小島奈津子（アナウンサー）
- 栗原由佳（キャスター）
- 新南田ゆり（歌手）
- 藤村伊勢（アナウンサー）
- 荒舩美栄（アナウンサー）
- 灯奈美（元宝塚歌劇団）
- SAORI（モデル）
- ジェーン・スー（作家）
- 角由紀子（オカルト編集者）
- 福田温子（女優）
- 櫻井はな（女優）
- 神谷明采（タレント、会社経営者）

## 交通アクセス
- 東浦和駅より徒歩8分。